# Чутовский сельский совет (Оржицкий район)
Чутовский сельский совет (укр. Чутівська сільська рада) — входит в состав
Оржицкого района
Полтавской области
Украины.
Административный центр сельского совета находится в 
с. Чутовка.

## Населённые пункты совета
- с. Чутовка
- с. Новый Иржавец